# Йохана Баварска (1413 – 1444)
Вижте пояснителната страница за други личности с името Йохана Баварска.
Йохана Баварска (на немски: Johanna von Bayern; * 1413, † 20 юли 1444) е баварска принцеса от Бавария-Ландсхут от род Вителсбахи и чрез женитба пфалцграфиня на Пфалц-Мозбах.

## Живот
Тя е най-възрастната дъщеря на херцог Хайнрих XVI Богатия от Бавария-Ландсхут и съпругата му Маргарете Австрийска.
Йохана се омъжва през 1430 г. за пфалцграф Ото I от Пфалц-Мозбах (1390 – 1461) от фамилията Вителсбахи. Ото приготвя княжеска резиденция в Мозбах.
Умира през 1444 г. на 31-годишна възраст.

## Деца
Йохана и Ото I имат децата:
- Маргарета (1432 – 1457), съпруга на граф Райнхард III фон Ханау
- Амалия (1433 – 1483), жена на Филип Стари, граф фон Ринек, Грюнсфелд, Лауда и Вилденщайн
- Ото II Математик (1435 – 1499), пфалцграф и херцог фон Пфалц-Мозбах-Ноймаркт
- Рупрехт (1437 – 1465), администратор на епископство Регенсбург
- Доротея (1439 – 1482), настоятелница (приореса) на манастир Либенау
- Албрехт (1440 – 1506), епископ на Страсбург
- Анна (* 1441), настоятелница на манастир Химелскрон
- Йохан фон Пфалц-Мозбах (1443 – 1486), пробст в Майнц, Шпайер и Аугсбург
- Барбара (1444 – 1486), монахиня в манастир Либенау (Вормс).